# Dzsembori

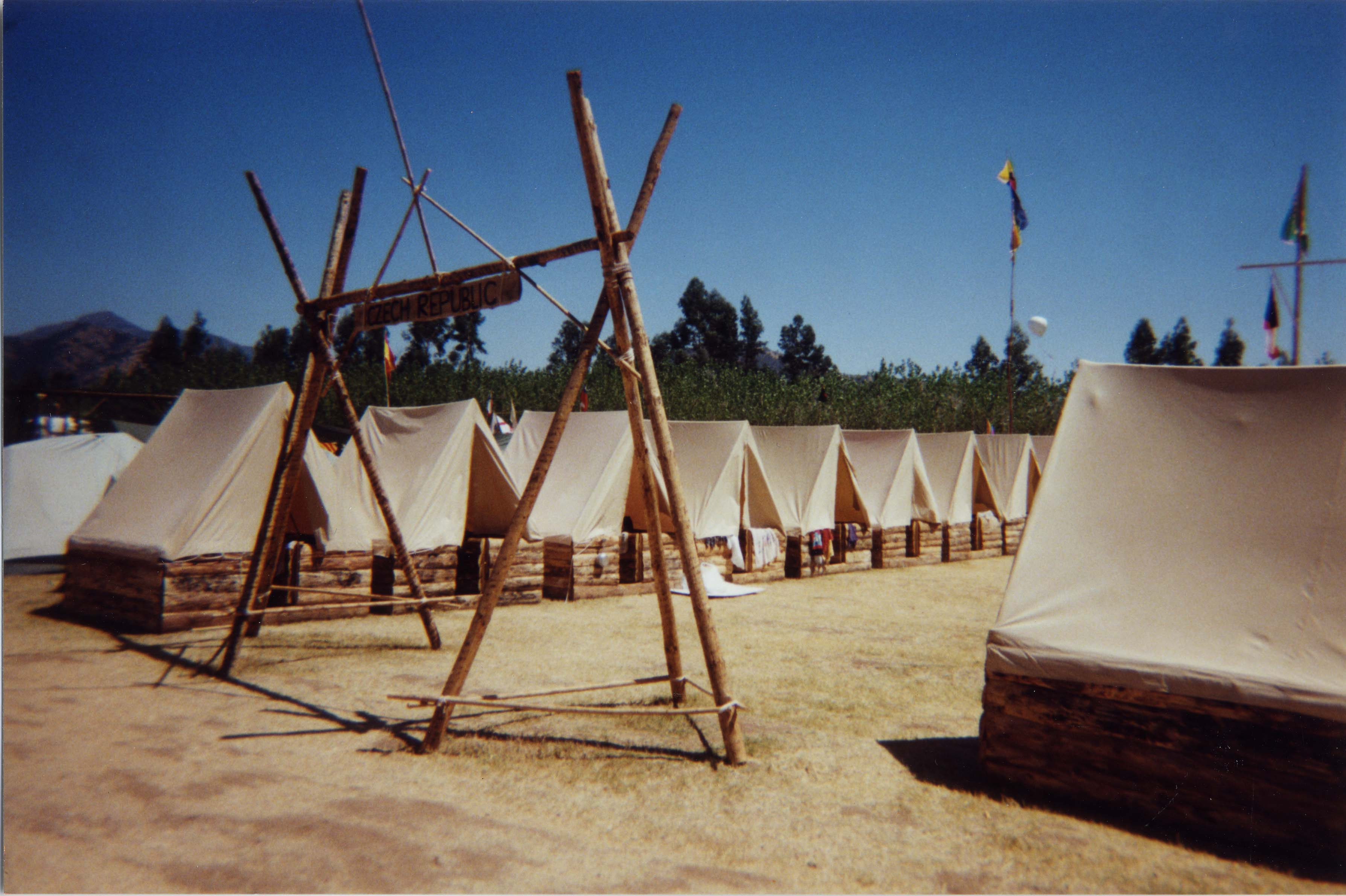
Az 1999-es világdzsembori tábora

A dzsembori a cserkészek nagy, általában nemzetközi találkozója. Kiemelkedik közülük a cserkész világdzsembori, mely a cserkészet legrangosabb nemzetközi eseménye, és általában négy évente tartják.

## A szó eredete
A dzsembori szó eredetére számos magyarázat létezik. Hasonló szót találunk a hinditől a szuahélin át az amerikai indián nyelvekig. Szintén összefüggésbe hozzák a korrobori ausztrál őslakos kifejezéssel, ami nagy lármás összejövetelt jelent.
Robert Baden-Powell azért választotta ezt a szót, mert úgy érezte, a nagygyűlés, találkozó, összejövetel szavak nem tudják igazán kifejezni a szellemiségét ennek az akkoriban még igencsak újnak számító elképzelésnek. Feltételezhető, hogy a szuahéli dzsembo (~ szia) üdvözlésből ered, hiszen BiPi hosszú időt töltött azon a környéken. Az 1. világdzsemborin, 1920-ban így szólt erről: "Az emberek különböző jelentéseket kapcsolnak e szóhoz, de ettől az évtől a dzsembori különleges jelentést kap. Összekapcsolódik a legnagyobb ifjúsági találkozóval, amit valaha tartottak."

## Cserkész világdzsemborik

### A cserkész világdzsemborik története
Az első világdzsemborit 1920-ban, az első világháború után rendezték Londonban a cserkészet megalapítója, Robert Baden-Powell kezdeményezésére. A mindenkori találkozó célja, hogy a különböző népek fiai megismerjék egymást és barátságokat kössenek, abban a reményben, hogy ezáltal elkerülhető legyen egy hasonló szörnyű háború.
A 4. világdzsemborit Magyarországon, a gödöllői Táncsics Mihály út és a Semmelweis Ignác utca közötti területen rendezték. 1933-ban a fiúk, 1939-ben pedig a lányok számára.
Dzsemborikat átlagosan négy évente tartanak. Ez alól két kivétel volt: 1937 és 1947 között nem tartottak dzsemborit a második világháború miatt, és az 1979-es dzsembori, melyet Iránban tartottak volna, de a térségben kialakuló politikai helyzet miatt ez elmaradt. Ehelyett, 1979-ben meghirdették a Dzsembori évet, így számtalan kisebb-nagyobb helyi cserkésztáborral és összejövetellel helyettesítették az egy, nagy találkozót.
Az első hét dzsemborit Európában tartották, míg a nyolcadikat Észak-Amerikában, azóta Afrika kivételével minden lakott kontinens sorra került.

### Magyarok a cserkész világdzsemborikon
Magyarok először az 1924-es dániai dzsemborin vettek részt. Remekül szerepeltek, Amerika és Anglia után a magyar csapat bizonyult a 3. legjobbnak a megrendezett versenyekben. Preszter Tibor "Csiba" például kölcsön csónakkal és törött evezővel nyert meg egy kenu-versenyt. 1929-ben Angliában már a 852 cserkészből álló magyar csapatot értékelték a legjobbnak. Ennek is volt köszönhető, hogy Magyarország elnyerte a 4. világdzsembori rendezési jogát. Erre 1933-ban került sor Gödöllőn. Az 1937-es dzsemborira 420 magyar jutott ki. A háború miatt a következő világtalálkozót 1947-ben tartották. Az ezen való részvételre már rányomta bélyegét a politikai helyzet, de 200 cserkész részt vehetett rajta. A cserkészet 1948-as betiltása után hivatalosan magyarok nem vehettek részt dzsemborin 1991-ig. Mindemellett 1951-ben a német és osztrák cserkészszövetségek keretén belül 45 emigráns magyar cserkész jutott el a 7. dzsemborira.
A cserkészet magyarországi újjáalakulása után a Dél-Koreai 17. világdzsemborira 17, a hollandiaira 70, a chileire 54 és 2002-2003 fordulóján a 20. Cserkész Világdzsemborira 78 a  21.-re 550 magyar cserkész jutott el. A 23. Cserkész Világdzsemborin 200 magyar cserkész vett részt, film is készült róla.

## Egyéb dzsemborik
A világdzsemborikon kívül kisebb, regionális cserkésztalálkozókat is szerveznek. Ilyen volt az EuroJam 2005 európai dzsembori. Szintén megemlítendő a 16-18-26 éves cserkész korosztályt megcélzó rover találkozó, a Rover Moot vagy a RoverWay.

### Közép-Európai Dzsembori
|  | 1920       | 1. Cserkész Világdzsembori    | Egyesült Királyság, London            |                                                                                      | 8 000    |                                            |  |
|  | 1924       | 2. Cserkész Világdzsembori    | Dánia, Ermelunden                     |                                                                                      | 4 549    |                                            |  |
|  | 1929       | 3. Cserkész Világdzsembori    | Egyesült Királyság, Birkenhead        | Coming of Age (Nagykorúság)                                                          | 50 000   |                                            |  |
|  | 1933       | 4. Cserkész Világdzsembori    | Magyarország, Gödöllő, Budapest       |                                                                                      | 25 792   |                                            |  |
|  | 1937       | 5. Cserkész Világdzsembori    | Hollandia, Vogelenzang, Bloemendaal   |                                                                                      | 28 750   |                                            |  |
|  | 1947       | 6. Cserkész Világdzsembori    | Franciaország, Moisson                | Jamboree of Peace (A béke dzsemborija)                                               | 24 152   |                                            |  |
|  | 1951       | 7. Cserkész Világdzsembori    | Ausztria, Bad Ischl                   | Jamboree of Simplicity (Az egyszerűség dzsemborija)                                  | 12 884   |                                            |  |
|  | 1955       | 8. Cserkész Világdzsembori    | Kanada, Niagara-on-the-Lake           | New horizons (Új horizontok)                                                         | 11 139   |                                            |  |
|  | 1957       | 9. Cserkész Világdzsembori    | Egyesült Királyság, Sutton Park       | A cserkészet 50 éves évfordulója                                                     | 30 000   |                                            |  |
|  | 1959       | 10. Cserkész Világdzsembori   | Fülöp-szigetek, Los Baños, Laguna     | Building Tomorrow Today (A holnap építése ma)                                        | 12 203   |                                            |  |
|  | 1963       | 11. Cserkész Világdzsembori   | Görögország, Maraton                  | Higher and Wider (Magasabbra és távolabbra)                                          | 14 000   |                                            |  |
|  | 1967       | 12. Cserkész Világdzsembori   | Egyesült Államok, Farragut State Park | For Friendship (A barátságért)                                                       | 12 011   |                                            |  |
|  | 1971       | 13. Cserkész Világdzsembori   | Japán, Fudzsinomija                   | For Understanding (A megértésért)                                                    | 23 758   |                                            |  |
|  | 1975       | 14. Cserkész Világdzsembori   | Norvégia, Lillehammer                 | Five Fingers, One Hand (Öt ujj, egy kéz)                                             | 17 259   |                                            |  |
|  | 1979       | (15. Cserkész Világdzsembori) | Irán, Neyshâbûr                       |                                                                                      | elmaradt |                                            |  |
|  | 1983       | 15. Cserkész Világdzsembori   | Kanada, Calgary                       | The Spirit Lives On (A szellemiség tovább él)                                        | 14 752   |                                            |  |
|  | 1987       | 16. Cserkész Világdzsembori   | Ausztrália, Sydney                    | Bringing the World Together (Összehozni a világot)                                   | 14 434   |                                            |  |
|  | 1991       | 17. Cserkész Világdzsembori   | Dél-Korea, Mt. Sorak                  | Many Lands, One World (Sok vidék, egy világ)                                         | 20 000   |                                            |  |
|  | 1995       | 18. Cserkész Világdzsembori   | Hollandia, Flevoland                  | Future is Now (A jövő most van)                                                      | 28 960   |                                            |  |
|  | 1998– 1999 | 19. Cserkész Világdzsembori   | Chile, Picarquín                      | Building Peace Together (Együtt építeni a békét)                                     | 31 000   |                                            |  |
|  | 2002– 2003 | 20. Cserkész Világdzsembori   | Thaiföld, Sattahip                    | Share our World, Share our Cultures (Osszuk meg világunkat, osszuk meg kultúráinkat) | 24 000   |                                            |  |
|  | 2007       | 21. Cserkész Világdzsembori   | Egyesült Királyság, Chelmsford        | One World, One Promise (Egy világ, egy fogadalom) A cserkészet 100 éves évfordulója  | 38 074   |                                            |  |
|  | 2011       | 22. Cserkész Világdzsembori   | Svédország, Rinkaby                   | Simply Scouting (Egyszerűen cserkészet)                                              | 40 061   |                                            |  |
|  | 2015       | 23. Cserkész Világdzsembori   | Japán, Kirarahama                     | A Spirit of Unity (Érezzük az egységet)                                              | 33 000   |                                            |  |
|  | 2019       | 24. Cserkész Világdzsembori   | Egyesült Államok, Mount Hope          | Unlock a New World '(Nyiss ki egy új világot)'                                       |          |                                            |  |
|  | 2023       | 25. Cserkész Világdzsembori   | Dél-Korea,                            | Saemangeum                                                                           |          | Draw your dream '(Rajzold meg az álmodat)' |  |

A Közép-Európai Dzsemborit általában két évente, felváltva Lengyelország, Magyarország, Szlovákia és Csehország rendezi. Résztvevői elsősorban Közép- és Kelet-Európa nemzetei, néha egyéb országok cserkészeivel kiegészülve. Eddig nyolc alkalommal rendezték meg a találkozót.